# Fede Saiz
Domingo Germán Saiz Villegas (Molledo, Cantabria, 8 de junio de 1912 - ibidem, 24 de abril de 1989), conocido deportivamente como Fede, fue un futbolista español que jugaba en la demarcación de centrocampista.

## Biografía
Aunque Domingo Germán Sáiz Villegas nació en Cantabria, fue criado en el País Vasco, donde su familia había emigrado. Además era su propia familia quien le puso el sobrenombre de Fede,  en memoria de un hermano fallecido antes de que él naciera. Siendo un niño, se trasladó a Basauri, Vizcaya, junto a su familia para atender una panadería.
Fede debutó como futbolista profesional en el recién ascendido Deportivo Alavés de Primera División, siendo su primer partido frente a la Real Sociedad de F. en Atocha (2-2). Permaneció en el equipo babazorro dos temporadas, abandonando el club para firmar por la Real Sociedad de Fútbol de la Primera División, aunque finalmente recaló en el Sevilla C. F. de Segunda División.
En el club sevillista vivió la rápida transformación del club, que tras el ascenso de la temporada 33-34 pasó a ser un clásico de la Primera División y ganar dos copas: Copa del Presidente de la República de Fútbol de 1935 contra el C. E. Sabadell F. C. y Copa del Generalísimo de fútbol de 1939 contra el Racing de Ferrol. Durante esta etapa se convirtió junto a Guillermo Campanal en los primeros internacionales con España del Sevilla C.F.. En la época de la Guerra Civil, cuyo inicio le sorprendió en el País Vasco, disputó encuentros amistosos con el Deportivo Alavés junto con otros jugadores en su situación como Epelde (Sevilla C.F.) o José Mardones y Jacinto Quincoces (Real Madrid C. F.). Finalmente, en 1941, colgó las botas.
Falleció el 24 de abril de 1989 a los 76 años de edad.

## Selección nacional
Jugó un total de tres partidos con la selección de fútbol de España. Debutó el 11 de marzo de 1934 contra Portugal en un partido de clasificación para la Copa Mundial de Fútbol de 1934. Siete días después jugó su segundo partido, también de clasificación, contra Portugal. Su tercer y último partido con la selección lo jugó el 31 de mayo del mismo año contra Italia en un partido de la Copa Mundial de Fútbol de 1934.

## Clubes
| Club             | País   | Año       |
| ---------------- | ------ | --------- |
| Deportivo Alavés | España | 1930-1932 |
| Real Sociedad    | España | 1932      |
| Sevilla FC       | España | 1932-1941 |

## Palmarés

### Campeonatos nacionales
| Club          | Título                     | País   | Año   |
| ------------- | -------------------------- | ------ | ----- |
| Sevilla F. C. | Segunda División de España | España | 33-34 |
| Sevilla F. C. | Copa del Rey               | España | 1935  |
| Sevilla F. C. | Copa del Rey               | España | 1939  |